# Adolph Francis Alphonse Bandelier
Pour les articles homonymes, voir Bandelier.
Adolph Francis Alphonse Bandelier né le 6 août 1840 à Berne en Suisse et mort le 18 mars 1914 à Séville en Espagne, est un archéologue américain qui a donné son nom au Bandelier National Monument au Nouveau-Mexique aux États-Unis.

## Biographie
Adolphe-François Bandelier est fils du banquier Adolphe-Eugène Bandelier. Il rejoint son père à Highland en Illinois en 1848, mais, après la mort de sa mère, rentre momentanément en Suisse où, en 1855, il suit des cours de géologie à Berne. De retour à Highland, il occupe une place de commis dans la banque paternelle, mais a d'autres intérêts. Il commence par publier des observations météorologiques, puis se passionne pour les populations indiennes de l'Arizona et du Nouveau-Mexique.
Après la débâcle de la banque paternelle en 1885, il se consacre exclusivement à ses recherches, en dépit d'une situation financière inconfortable pour entretenir sa famille et subvenir à ses expéditions. Sous le tutorat de l'anthropologue Lewis Henry Morgan il mène un travail archéologique et ethnologique parmi les Indiens du Sud-Ouest, du Mexique et de l'Amérique du Sud. Par ses études sur le terrain il devient une référence de l'histoire de l'état de Sonora au Mexique, de l'Arizona et du Nouveau-Mexique, et, avec Frank Hamilton Cushing, il est l'un des plus grands spécialistes des civilisations précolombiennes.
Élargissant son champ d'investigations, notamment à l'Équateur, au Pérou et à la Bolivie, il fait connaître ses découvertes par des conférences et publications, et collabore avec le Musée américain d'histoire naturelle de New York. En 1911, le Carnegie Institute de Washington le charge d'étudier les archives espagnoles décrivant les populations indiennes, notamment à Séville .
En 1913, il rentre une dernière fois en Europe pour étudier les archives espagnoles relatives à la colonisation hispanique, mais décède à 73 ans. Sa seconde épouse, Fanny Ritter, fille d'un couple zurichois rencontré au Pérou, achèvera la recherche.
Pionnier de l'archéologie précolombienne, Bandelier pratique une étude scientifique, fondée non seulement sur le terrain, mais aussi sur des investigations d'archives et dans diverses sources écrites disponibles, en  appliquant aussi les méthodes de l'anthropologie et de l'ethnologie. Le président américain Woodrow Wilson honore sa mémoire en créant en 1916 l'un des premiers parcs nationaux américains dans la vallée du Rio de los Frijoles, le Bandelier National Monument.

## Distinctions
- 1812 : membre de l'American Antiquarian Society[3].